# Acanthocereus subinermis
Acanthocereus subinermis ist eine Pflanzenart in der Gattung Acanthocereus aus der Familie der Kakteengewächse (Cactaceae). Das Artepitheton subinermis leitet sich von den lateinischen Worten sub- für ‚fast‘ bzw. ‚mehr oder weniger‘ und inermis für ‚unbewehrt‘ ab und verweist auf die fehlenden oder kurzen Dornen der Art.

## Beschreibung
Acanthocereus subinermis wächst strauchig mit spreizklimmenden oder wuchernden Trieben und erreicht Wuchshöhen von 1 Meter oder mehr. Die kräftigen, kurzen, grünen Triebe sind segmentiert, stark drei- oder vierkantig und weisen Durchmesser von 5 bis 7 Zentimetern auf. Die Areolen stehen 3 bis 4 Zentimeter voneinander entfernt. Die 6 bis 10 Dornen, die oft fehlen, sind nadelig und bis 1,5 Zentimeter lang.
Die Blüten haben eine Länge von 15 bis 22 Zentimetern. Die kugelförmigen bis kurz länglichen, trübroten Früchte sind bis 4 Zentimeter lang.

## Verbreitung und Systematik
Acanthocereus subinermis ist in den mexikanischen Bundesstaaten Oaxaca und Veracruz verbreitet.
Die Erstbeschreibung wurde 1920 durch Nathaniel Lord Britton und Joseph Nelson Rose veröffentlicht.
In ihrer Synopsis der Tribus Hylocereeae von 2017 fassen Nadja Korotkova, Thomas Borsch und Salvador Arias die Art als Synonym von Acanthocereus tetragonus auf.

## Nachweise